# Winthrop Arzneimittel
Winthrop Arzneimittel GmbH ist ein Pharmaunternehmen, das sich auf den Vertrieb von Generika und OTC-Produkten konzentriert. Es ist heute Teil des Konzerns Sanofi.

## Geschäftsdaten
Die Winthrop Arzneimittel GmbH hat ihren Verwaltungssitz und den Sitz des Außendienstes im Sony Center in Berlin, wohin sie ihn 2009 von Fürstenfeldbruck aus verlegte. Der eigentliche Firmensitz ist in Mülheim-Kärlich bei Koblenz, von wo auch der Versand der Produkte erfolgt. 2006 wurde dort ein neues Distributionszentrum eröffnet.

## Geschichte
Die Winthrop Arzneimittel GmbH hat ihren Ursprung in der 1958 gegründeten Lichtenstein Pharmazeutica GmbH & Co. OHG in Baden-Württemberg. Um 1989 war die Lichtenstein Pharmazeutica GmbH neben der Hinds GmbH ein Tochterunternehmen der Norderstedter Schülke & Mayr GmbH und wurde 1995 von der Synthélabo Holding GmbH übernommen. 1999 fusionierte Synthélabo mit Sanofi zu Sanofi-Synthélabo und 2004 nach der Übernahme von Aventis zu Sanofi-Aventis, seit 2011 firmiert der Konzern unter dem Namen Sanofi.
Zum 1. Januar 2005 wurde die Lichtenstein Pharmazeutica GmbH in die Winthrop Arzneimittel GmbH umbenannt. Seitdem wurde die Generikasparte von
Sanofi mit dem Namen Winthrop geführt. Als Markennamen blieb Lichtenstein erhalten. 2009 wurde die Winthrop Arzneimittel GmbH in den neu geschaffenen Bereich „Commercial“ von der Sanofi-Aventis Deutschland GmbH integriert, wo sie weiter für den Bereich Generika und OTC zuständig ist. Im April 2011 wurde bekannt, dass der Mutterkonzern seine Generikaaktivitäten unter dem Namen des im Jahr 2009 erworbenen tschechischen Generikaunternehmen Zentiva bündeln möchte. Die Winthrop Arzneimittel GmbH blieb weiterhin für den Vertrieb aller Präparate in Deutschland zuständig. Seit dem 1. August 2014 firmieren alle Produkte der Winthrop Arzneimittel GmbH unter dem Namen Zentiva. 2018 verkaufte Sanofi die Generikasparte Zentiva an Advent International.
Der Name Winthrop stammt aus der Firmengeschichte des Mutterkonzerns. 1994 erwarb der damalige noch zu Total gehörende Konzern Elf-Sanofi den Pharma-Bereich der Sterling Winthrop, Inc. und firmierte zu „Sanofi-Winthrop“.